# Shiva Thapa
Shiva Thapa (Guwahati, 8 dicembre 1993) è un pugile indiano.

## Palmarès

### Mondiali dilettanti
- 1 medaglia:
  - 1 bronzo (Doha 2015 nei pesi gallo)

### Giochi olimpici giovanili
- 1 medaglia:
  - 1 argento (Singapore 2010 nei pesi gallo)